# Elezioni regionali in Molise del 2023
Le elezioni regionali del 2023 in Molise si sono tenute il 25 e 26 giugno per eleggere il Presidente e il consiglio regionale dell'omonima regione.

## Sistema elettorale
Il Consiglio regionale del Molise è composto da venti consiglieri più il presidente della giunta regionale, per un totale di 21 membri.
La normativa prevede che il territorio del Molise sia costituito in un'unica circoscrizione, superando le due precedenti circoscrizioni provinciali.
Non è consentito il voto disgiunto. Per ogni coalizione o lista singola, l'attribuzione dei seggi si effettua tenendo conto sia dei voti alle liste che dei voti al solo candidato presidente.
La coalizione collegata al presidente eletto ha diritto ad almeno 12 seggi (e in ogni caso non più di 14), oltre a quello del Presidente. Viene superato il listino regionale bloccato: tutti i seggi saranno attribuiti alle liste. Il candidato presidente arrivato secondo viene eletto consigliere regionale, ottenendo uno dei seggi attribuiti alla propria lista o coalizione.
Per quanto riguarda le soglie di sbarramento, sono escluse dalla ripartizione dei seggi:
- la lista o le liste collegate a un candidato presidente che abbia ottenuto meno dell'8% dei voti.
- le liste in coalizione che abbiano ottenuto meno del 5% dei voti.[3][4]

## Candidati alla presidenza
- Roberto Gravina, avvocato e sindaco di Campobasso, sostenuto da una coalizione di centro-sinistra composta da Partito Democratico, Movimento 5 Stelle, Alleanza Verdi e Sinistra – Equità Territoriale, Molise Democratico e Socialista (MDS-PSI), Costruire Democrazia e Gravina Presidente – Progresso Molise (Include candidati di Volt).[5][6][7][8]

- Emilio Izzo, sostenuto dal movimento politico di salvezza pubblica "Io Non Voto (i Soliti… Noti)" (che include candidati di Azione Civile[9][10] e di Riconquistare l'Italia[11]).

- Francesco Roberti, sindaco di Termoli e presidente della Provincia di Campobasso, sostenuto da una coalizione di centro-destra composta da Forza Italia, Fratelli d'Italia, Lega, Unione di Centro – Democrazia Cristiana – Noi di Centro (che include candidati di Italia Viva e Molise al centro), Popolari per il Molise, Il Molise che Vogliamo e Il Molise in Buone Mani – Roberti Presidente – Noi moderati.[8][12]

### Presentazione delle candidature
Il 29 aprile 2023 il sindaco di Campobasso Roberto Gravina viene annunciato come candidato di un’ampia coalizione di centro-sinistra comprendente Partito Democratico, Movimento 5 Stelle, Articolo Uno, Volt, Sinistra Italiana, Europa Verde, PSI e Costruire Democrazia.
Il 5 maggio il sindaco di Termoli e Presidente della Provincia di Campobasso Francesco Roberti viene annunciato come candidato della coalizione di centro-destra comprendente Forza Italia, Fratelli d'Italia, Lega, Unione di Centro, Noi moderati e Popolari per il Molise, Il Molise Che Vogliamo, ricevendo, dopo un'iniziale dissenso, anche il sostegno dell'ex presidente della regione Angelo Michele Iorio.
Il 12 maggio Emilio Izzo con la sua lista civica "Io Non Voto (i Soliti… Noti)" annuncia la sua candidatura. 

### Candidature respinte
Il 27 maggio vengono presentate le candidature di Nicola Ninni per Forza Nuova e di Elisabetta Trenta per la Democrazia Cristiana; entrambe le candidature vengono però respinte.

## Affluenza alle urne
L’affluenza è conteggiata per l’intera regione, vista la presenza di una sola circoscrizione elettorale regionale, ai sensi della normativa elettorale.
| Affluenza | ore 12:00 | ore 19:00 | ore 23:00 | ore 15:00 |
| --------- | --------- | --------- | --------- | --------- |
| Molise    | 9,72%     | 23,77%    | 33,99%    | 47,95%    |

## Risultati elettorali
|                                                                 | Francesco Roberti ✔️ Presidente                                 | 94 770                                                          | 62,24 | Fratelli d'Italia            | 26 649  | 18,85 | 4  |  |  |
| Forza Italia                                                    | Francesco Roberti ✔️ Presidente                                 | 94 770                                                          | 62,24 | 16 924                       | 11,97   | 3     |    |  |  |
| Il Molise che Vogliamo                                          | Francesco Roberti ✔️ Presidente                                 | 94 770                                                          | 62,24 | 13 971                       | 9,88    | 2     |    |  |  |
| Il Molise in Buone Mani - Noi moderati                          | Francesco Roberti ✔️ Presidente                                 | 94 770                                                          | 62,24 | 10 582                       | 7,48    | 2     |    |  |  |
| Popolari per il Molise                                          | Francesco Roberti ✔️ Presidente                                 | 94 770                                                          | 62,24 | 9 666                        | 6,84    | 1     |    |  |  |
| Lega                                                            | Francesco Roberti ✔️ Presidente                                 | 94 770                                                          | 62,24 | 8 481                        | 6,00    | 1     |    |  |  |
| Unione di Centro - DC - NdC                                     | Francesco Roberti ✔️ Presidente                                 | 94 770                                                          | 62,24 | 5 005                        | 3,54    | –     |    |  |  |
|                                                                 | Roberto Gravina                                                 | 55 308                                                          | 36,32 | Partito Democratico          | 17 031  | 12,04 | 3  |  |  |
| Movimento 5 Stelle                                              | Roberto Gravina                                                 | 55 308                                                          | 36,32 | 10 044                       | 7,10    | 2     |    |  |  |
| Costruire Democrazia                                            | Roberto Gravina                                                 | 55 308                                                          | 36,32 | 8 105                        | 5,73    | 1     |    |  |  |
| Alleanza Verdi e Sinistra - Equità Territoriale                 | Roberto Gravina                                                 | 55 308                                                          | 36,32 | 6 742                        | 4,77    | –     |    |  |  |
| Progresso Molise                                                | Roberto Gravina                                                 | 55 308                                                          | 36,32 | 5 928                        | 4,19    | –     |    |  |  |
| Molise Democratico e Socialista (MDS-PSI)                       | Roberto Gravina                                                 | 55 308                                                          | 36,32 | 1 086                        | 0,77    | –     |    |  |  |
| Seggio assegnato al candidato presidente classificatosi secondo | Seggio assegnato al candidato presidente classificatosi secondo | Seggio assegnato al candidato presidente classificatosi secondo | 36,32 | 1                            |         |       |    |  |  |
|                                                                 | Emilio Izzo                                                     | 2 191                                                           | 1,44  | Io Non Voto (i Soliti… Noti) | 1 197   | 0,85  | –  |  |  |
| Totale                                                          | Totale                                                          | 152 269                                                         | 100   |                              | 141 411 | 100   | 20 |  |  |
|                                                                 |                                                                 |                                                                 |       |                              |         |       |    |  |  |
| Schede bianche                                                  | Schede bianche                                                  | 1 728                                                           | 1,10  |                              |         |       |    |  |  |
| Schede nulle                                                    | Schede nulle                                                    | 3 184                                                           | 2,03  |                              |         |       |    |  |  |
| Votanti                                                         | Votanti                                                         | 157 181                                                         | 47,95 |                              |         |       |    |  |  |
| Elettori                                                        | Elettori                                                        | 327 805                                                         |       |                              |         |       |    |  |  |
|                                                                 |                                                                 |                                                                 |       |                              |         |       |    |  |  |
| Fonte: Regione Molise                                           |                                                                 |                                                                 |       |                              |         |       |    |  |  |

1. ↑  Include candidati di Italia Viva, Molise al Centro e Avanti.
2. ↑  Include candidati di Volt.
3. ↑  Include candidati di Azione Civile e Riconquistare l'Italia.

Nota: Nella sezione “Schede nulle” sono comprese anche 18 schede “Contestate - Non attribuite”.

### Consiglieri eletti
| Consigliere                | Consigliere           | Consigliere            | Lista                                                        | Preferenze |
| -------------------------- | --------------------- | ---------------------- | ------------------------------------------------------------ | ---------- |
|                            |                       | Salvatore Micone       | Fratelli d'Italia                                            | 4.778      |
| Vincenzo Quintino Pallante | 3.238                 |                        | Fratelli d'Italia                                            |            |
| Armandino D'Egidio         | 2.762                 |                        | Fratelli d'Italia                                            |            |
| Angelo Michele Iorio       | 2.741                 |                        | Fratelli d'Italia                                            |            |
|                            | Guido Massimo Sabusco | Lega                   | 1.831                                                        |            |
|                            | Nicola Cavaliere      | Forza Italia           | 3.226                                                        |            |
| Andrea Di Lucente          | 3.189                 | Forza Italia           |                                                              |            |
| Roberto Di Baggio          | 3.164                 | Forza Italia           |                                                              |            |
|                            | Fabio Cofelice        | Noi Moderati           | 2.697                                                        |            |
| Roberto di Pardo           | 1.704                 | Noi Moderati           |                                                              |            |
|                            | Vincenzo Niro         | Popolari Per l'Italia  | 2.538                                                        |            |
|                            | Stefania Passarelli   | Il Molise che Vogliamo | 3.151                                                        |            |
| Gianluca Cefaratti         | 2.772                 | Il Molise che Vogliamo |                                                              |            |
|                            |                       | Massimo Romano         | Costruire Democrazia                                         | 1.964      |
|                            | Roberto Gravina       | Movimento 5 Stelle     | Eletto come secondo classificato alle elezioni presidenziali |            |
| Andrea Greco               | 2.296                 | Movimento 5 Stelle     |                                                              |            |
| Angelo Primiani            | 1.246                 | Movimento 5 Stelle     |                                                              |            |
|                            | Micaela Fanelli       | Partito Democratico    | 3.111                                                        |            |
| Vittorino Facciolla        | 3.096                 | Partito Democratico    |                                                              |            |
| Alessandra Salvatore       | 1.769                 | Partito Democratico    |                                                              |            |